# أندريه أوبي
أندريه أوبي (بالفرنسية: André Obey) كاتب مسرحي، روائي وكاتب مقالة فرنسي. ولد في 8 مايو 1892 بدواي في فرنسا وتوفى في 11 أبريل 1975 بمونسورو (ماين ولوار).

## روابط خارجية
- أندريه أوبي على موقع IMDb (الإنجليزية)
- أندريه أوبي على موقع قاعدة بيانات برودواي على الإنترنت (الإنجليزية)
- أندريه أوبي على موقع ديسكوغز (الإنجليزية)
- أندريه أوبي على موقع قاعدة بيانات الفيلم (الإنجليزية)